# Ново-Солкушинское сельское поселение
Ново-Солкушинское се́льское поселе́ние — муниципальное образование в Наурском районе Чечни Российской Федерации.
Административный центр — село Новое Солкушино.

## История
Статус и границы сельского поселения установлены Законом Чеченской Республики от 14 июля 2008 года № 47-РЗ «Об образовании муниципального образования Наурский район и муниципальных образований, входящих в его состав, установлении их границ и наделении их соответствующим статусом муниципального района и сельского поселения».

## Население
| 2010  | 2012  | 2013  | 2014  | 2015  | 2016  | 2017  |
| ----- | ----- | ----- | ----- | ----- | ----- | ----- |
| 2257  | ↗2291 | ↗2326 | ↗2339 | ↗2382 | ↗2398 | ↗2407 |
| 2018  | 2019  | 2020  | 2021  | 2023  | 2024  |       |
| ↗2434 | ↗2435 | ↘2406 | ↘2367 | ↗2396 | ↗2438 |       |

## Состав сельского поселения
| № | Населённый пункт | Тип населённого пункта       | Население |
| - | ---------------- | ---------------------------- | --------- |
| 1 | Новое Солкушино  | село, административный центр | ↗2438     |